# Helsingborgs Dagblads kulturpris
Helsingborgs Dagblads kulturpris utdelades årligen i december åren 2004–2013 av Helsingborgs Dagblad till kulturellt verksamma personer/verksamheter med anknytning till tidningens utgivningsområde och Skåne. Priset består av 25 000/50 000 kronor, diplom och konstverket Kulturkubben av konstnären Staffan Sommelius.

## Pristagare
- 2004: Josefine Axelsson och Jonas Högström, konstnärer.
- 2005: Per Nyrén, musikproducent.
- 2006: Margareth Anderberg-Fjellström och Ulf-Melvin Fjellström, gallerister, Tomarps kungsgård.
- 2007: Conny Palmkvist, författare.
- 2008: Andrew Manze, dirigent.
- 2009: Hans Polster, teaterregissör.
- 2010: Maria Jönsson, barnboksförfattare och tecknare (Spyflugan Astrid)
- 2011: Maria Kulle, skådespelare
- 2012: Nermina Lukač, skådespelare, Äta sova dö
- 2013: Thomas H Johnsson, fotograf och konstnär[1]